# Aima
Aima Technology Group Company Limited или AIMA — китайский производитель электрических двухколёсных транспортных средств, в том числе электроскутеров, электровелосипедов и электрических мотоциклов, а также электрических трициклов (микро-автомобилей). Компания основана в сентябре 1999 года бизнесменом Хуа Дуанем. 

## Деятельность
Производственные мощности компании расположены в Китае и США; логистические центры — во Вьетнаме, Индонезии, Индии, Польше и Бразилии; сбытовые филиалы — во Вьетнаме, Индонезии, Индии, Германии, Бразилии и США. 
По итогам 2022 года основные продажи Aima пришлись на электровелосипеды (58,3 %), двухколесные мотоциклы (34,3 %), электротрициклы (3,8 %) и аксессуары (2,8 %). Основным рынком сбыта был материковый Китай (98,9 % продаж).

## Акционеры
Основными акционерами и институциональными инвесторами компании Aima Technology Group являются Gold Stone Investment (14,34 %), CITIC Securities (7,89 %), Invesco Great Wall Fund Management (5 %), Bosera Asset Management (4,56 %), Цяо Баоган (2,96 %), Ли Шишуан (2,96 %), Хань Цзяньхуа (2,96 %), Пэн Вэй (2,78 %), Лю Цзяньсинь (2,42 %), APG Asset Management (1,3 %), Everbright PGIM Fund Management (1,19 %), China Southern Asset Management (1,17 %), Origin Asset Management (1,1 %), The Vanguard Group (1,04 %) и Bank of China Investment Management (0,84 %).